# Glasgow (Delaware)
Glasgow é uma região censo-designada localizada no estado americano do Delaware, no Condado de New Castle. Possui mais de 15 mil habitantes, de acordo com o censo nacional de 2020.

## Geografia
De acordo com o Departamento do Censo dos Estados Unidos, a região tem uma área de 25,7 km², dos quais todos os 25,7 km² estão cobertos por terra.

### Localidades na vizinhança
O diagrama seguinte representa as localidades num raio de 16 km ao redor de Glasgow.

## Demografia
Desde 2000, o crescimento populacional médio, a cada dez anos, é de 9,1%.

### Censo 2020
Segundo o censo nacional de 2020, a sua população é de 15 288 habitantes e sua densidade populacional de 594,7 hab/km². Seu crescimento populacional na última década foi de 6,9%, abaixo do crescimento estadual de 10,2%.
Possui 5 676 residências que resulta em uma densidade de 220,8 residências/km² e um aumento de 7,3% em relação ao censo anterior. Deste total, 2,1% das unidades habitacionais estão desocupadas. A média de ocupação é de 2,8 pessoas por residência.
A renda familiar média é de 93 209 dólares e a taxa de emprego é de 69,1%.

## Marcos históricos
O Registro Nacional de Lugares Históricos lista dois marcos históricos em Glasgow. O primeiro marco foi designado em 10 de julho de 1974 e o mais recente em 11 de junho de 1986, o James Stewart House.